# NEC Nijmegen
N.E.C. är en nederländsk fotbollsklubb från Nijmegen. Hemmamatcherna spelas på McDOS Goffertstadion. Klubben bildades den 15 november 1900.
Säsongen 2008/09 nådde laget en bra framgång i UEFA-cupen. I en grupp med Tottenham, Udinese, Spartak Moskva och Dinamo Zagreb sågs N.E.C. som gruppens slagpåse, och det såg ut att vara sant efter 2-3 borta mot Dinamo Zagreb samt 0-1 hemma mot Tottenham. I tredje matchen borta mot Spartak Moskva ledde motståndarna med 0-1 med tio minuter kvar och i denna situation kunde man inte ta sig vidare, överasskande nog gjorde man två mål på tre minuter och lyckades vinna med 2-1, därmed hade man chans att ta sig vidare om man vann nästa match mot Udinese. Även ett oavgjort resultat skulle vara tillräckligt, så länge Spartak Moskva inte vann över Tottenham. Udinese spelade med sina reserver och N.E.C. kunde överasskande nog vinna med 2-0, vilket räckte till en tredjeplats och avancemang till 16-dels final. Där hade man ingen chans mot Hamburg som enkelt vann med 0-4 totalt, men N.E.C. gjorde en helt klart godkänd insats.

## Placering senaste säsonger
| Säsong  | Nivå | Liga           | Placering | Referens | Kommentar                      |
| ------- | ---- | -------------- | --------- | -------- | ------------------------------ |
| 2010/11 | 1    | Eredivisie     | 11        | [ 1 ]    |                                |
| 2011/12 | 1    | Eredivisie     | 8         | [ 2 ]    |                                |
| 2012/13 | 1    | Eredivisie     | 15        | [ 3 ]    |                                |
| 2013/14 | 1    | Eredivisie     | 17        | [ 4 ]    | Nedflyttad till Eerste Divisie |
|         |      |                |           |          |                                |
| 2014/15 | 2    | Eerste Divisie | 1         | [ 5 ]    | Uppflyttad till Eredivisie     |
| 2015/16 | 1    | Eredivisie     | 10        | [ 6 ]    |                                |
| 2016/17 | 1    | Eredivisie     | 16        | [ 7 ]    | Nedflyttad till Eerste Divisie |
| 2017/18 | 2    | Eerste Divisie | 3         | [ 8 ]    |                                |
| 2018/19 | 2    | Eerste Divisie | 9         | [ 9 ]    |                                |
| 2019/20 | 2    | Eerste Divisie | 8         | [ 10 ]   | (Coronaviruspandemin)          |
| 2020/21 | 2    | Eerste Divisie | 7         | [ 11 ]   | Uppflyttad till Eredivisie     |
| 2021/22 | 1    | Eredivisie     | 11        | [ 12 ]   |                                |
| 2022/23 | 1    | Eredivisie     |           |          |                                |

## Spelartrupp
| Nr | Land          | Pos | Namn                                     |
| -- | ------------- | --- | ---------------------------------------- |
| 1  | Nederländerna | MV  | Mattijs Branderhorst                     |
| 2  | Nederländerna | F   | Ilias Bronkhorst                         |
| 3  | Nederländerna | F   | Rens van Eijden (lagkapten)              |
| 4  | Spanien       | F   | Iván Márquez                             |
| 5  | Brasilien     | F   | Rodrigo Guth (lån från Atalanta)         |
| 6  | Nederländerna | MF  | Jordy Bruijn                             |
| 7  | Nederländerna | A   | Elayis Tavsan                            |
| 8  | Paraguay      | MF  | Édgar Barreto                            |
| 9  | Turkiet       | A   | Ali Akman (lån från Eintracht Frankfurt) |
| 10 | Tyskland      | A   | Jonathan Okita                           |
| 11 | Danmark       | A   | Magnus Mattsson                          |
| 14 | Danmark       | A   | Mikkel Duelund (lån från Dynamo Kiev)    |
| 15 | Nederländerna | MF  | Javier Vet                               |

| Nr | Land          | Pos | Namn                                |
| -- | ------------- | --- | ----------------------------------- |
| 16 | Marocko       | F   | Souffian El Karouani                |
| 17 | Nederländerna | A   | Ole Romeny                          |
| 18 | Belgien       | MF  | Mathias De Wolf                     |
| 19 | Spanien       | A   | Pedro Ruiz (lån från Marseille)     |
| 20 | Danmark       | MF  | Lasse Schöne                        |
| 22 | Nederländerna | A   | Joep van der Sluijs                 |
| 23 | Nederländerna | MF  | Thomas Beekman                      |
| 26 | Nederländerna | F   | Cas Odenthal                        |
| 27 | Australien    | MV  | Danny Vukovic                       |
| 28 | Nederländerna | F   | Bart van Rooij                      |
| 31 | Nederländerna | MV  | Robin Roefs                         |
| 71 | Nederländerna | MF  | Dirk Proper                         |
| -  | Nederländerna | F   | Calvin Verdonk (lån från Famalicão) |